# Xestocephalus dimonika
Xestocephalus dimonika är en insektsart som beskrevs av Rauno E. Linnavuori 1969. Xestocephalus dimonika ingår i släktet Xestocephalus och familjen dvärgstritar. Inga underarter finns listade i Catalogue of Life.